# خوان خوسيه هايدو
خوان خوسيه هايدو (بالإسبانية: Juan José Haedo) مواليد 26 يناير 1981 في بوينس آيرس، الأرجنتين، هو دراج أرجنتيني سابق في صنف سباق الدراجات على الطريق. سبق أن شارك في دورة الألعاب الأولمبية الصيفية.

## سجل النتائج

### سباقات أو مراحل فاز بها
- طواف إسبانيا

## روابط خارجية
- خوان خوسيه هايدو على موقع الاتحاد الدولي للدراجات (الإنجليزية)
- خوان خوسيه هايدو على موقع أرشيف الدراجات (الإنجليزية)
- خوان خوسيه هايدو على موقع إحصائيات الدراجات الإحترافية (الإنجليزية)
- خوان خوسيه هايدو على موقع نسبة الدراجات (الإنجليزية)
- خوان خوسيه هايدو على موقع CycleBase (الإنجليزية)
- خوان خوسيه هايدو على موقع أوليمبيديا (الإنجليزية)